# Торе Ликуориција (Пескара)
Торе Ликуориција (итал. Torre Liquorizia) је насеље у Италији у округу Пескара, региону Абруцо.
Према процени из 2011. у насељу је живело 34 становника. Насеље се налази на надморској висини од 154 м.